# 2008年中华人民共和国电信业重组
2008年中华人民共和国电信业重組指2008年中國大陸电信业的重组，这也是中国大陆电信业的第三次大规模重组，该次重组使得中国大陆境内的基础电信运营商由6家减少至3家，但是重组后的各家运营商均持有固定电话、宽带、移动通信等全业务牌照，此次重组也为工业和信息化部发放三种制式的3G牌照铺平了道路。
详细方案如下：
- 中國移動：由原中國移動和中國鐵通合并而成，包括原中国移动的GSM业务及原中国铁通的固网电信业务，对应3G牌照为中華人民共和國自行研究的3G制式TD-SCDMA。
- 中國聯通：由原中國聯通的GSM业务及原中國網通的固网业务合併而成，对应3G牌照为WCDMA；而原中国联通的CDMA业务则併入新的中国电信。
- 中國電信：在原中国电信固网业务的基础上并入中国卫通的基础电信业务（中国卫通的其他部分成为中国航天科技集团的子公司）及原中国联通的CDMA移动通信业务而成，对应的3G牌照为CDMA的升级版本CDMA2000。

## 外部連結
- 中国铁通并入中国移动 电信业重组正式启动（页面存档备份，存于）
- 传电信重组倒计时：铁通并入移动 联通网通合并（页面存档备份，存于）
- 中国电信业重组大事记
- 中国电信重组大史记_网易科技（页面存档备份，存于）
- 中国电信业十年历经四次重组（页面存档备份，存于）
- 中国通信行业的合并重组发展史[]